# Crux gemmata

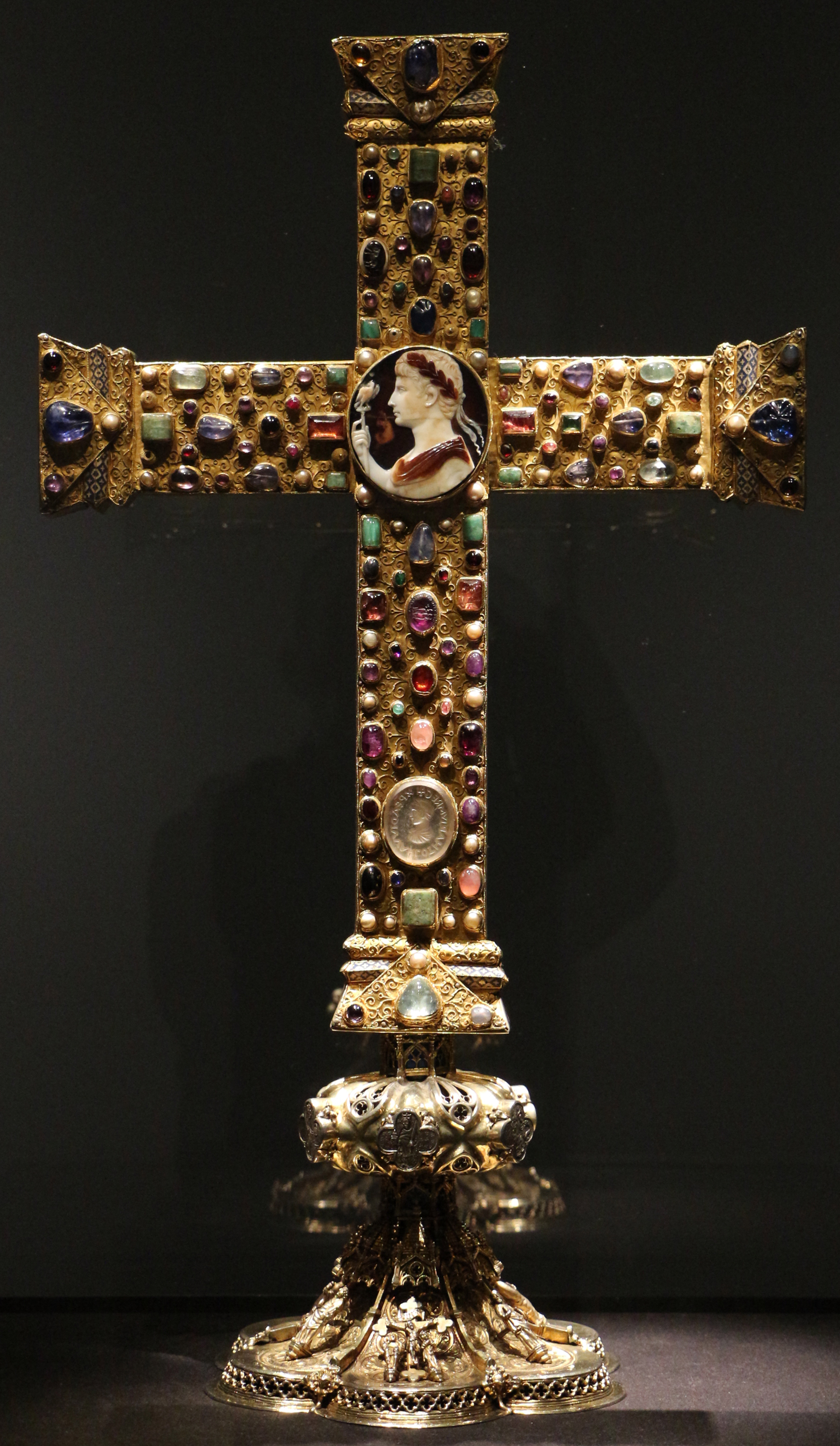
La croix de Lothaire (cathédrale d'Aix-la-Chapelle).

Une crux gemmata est une croix relevant de l'art de l'orfèvrerie, datant du christianisme ancien ou du 
Moyen Âge. Elle est faite de métaux précieux et est décorée de pierres précieuses ou gemmes (d'où le nom), ainsi que de camées.
L'usage est variable, par exemple la croix de Lothaire est une croix de procession.

## Voir aussi

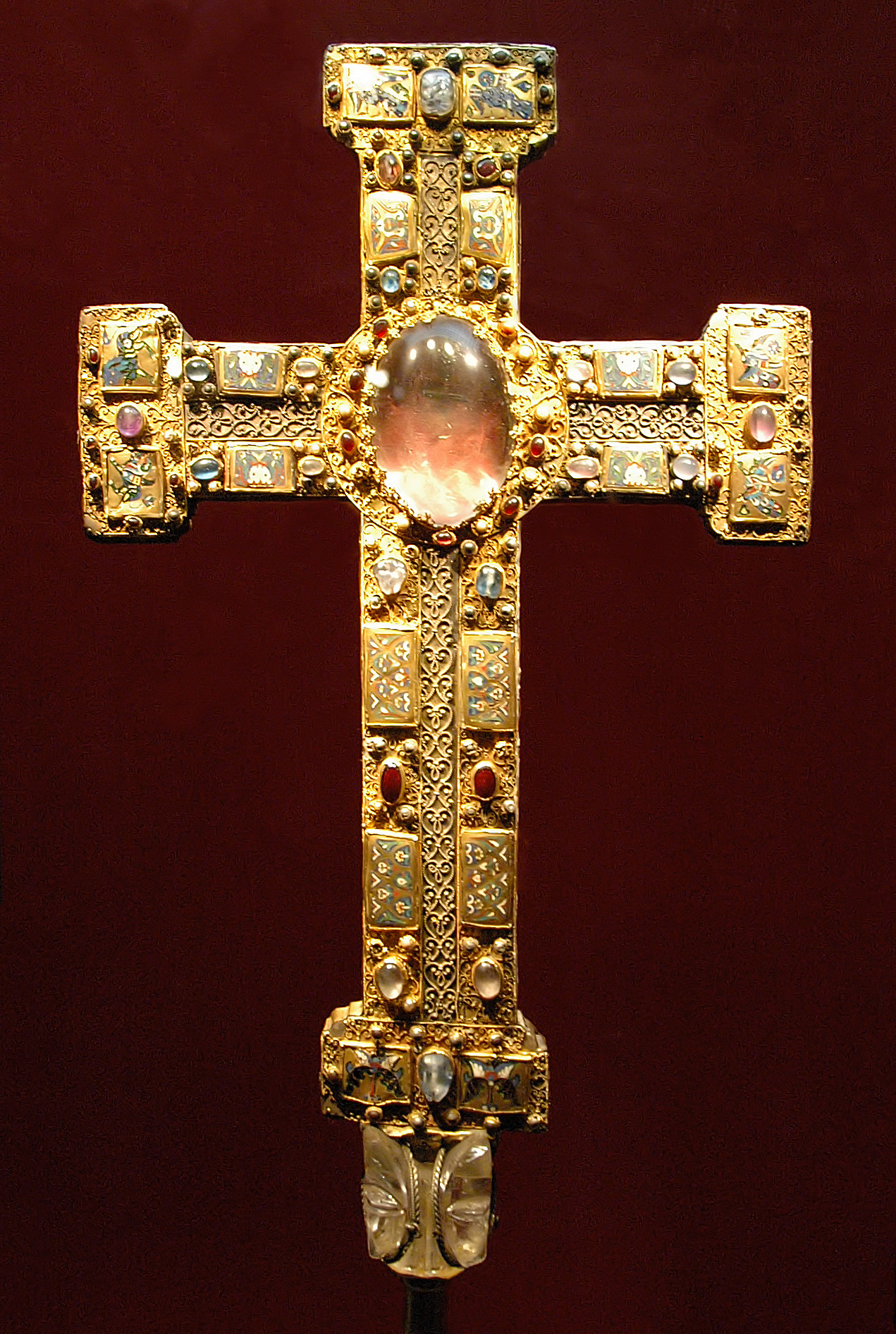
Croix de Theophanu
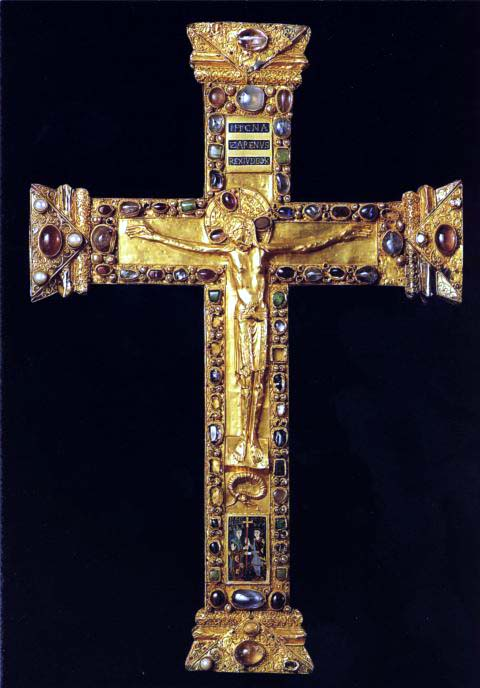
crucifix d'Otton et Mathilde
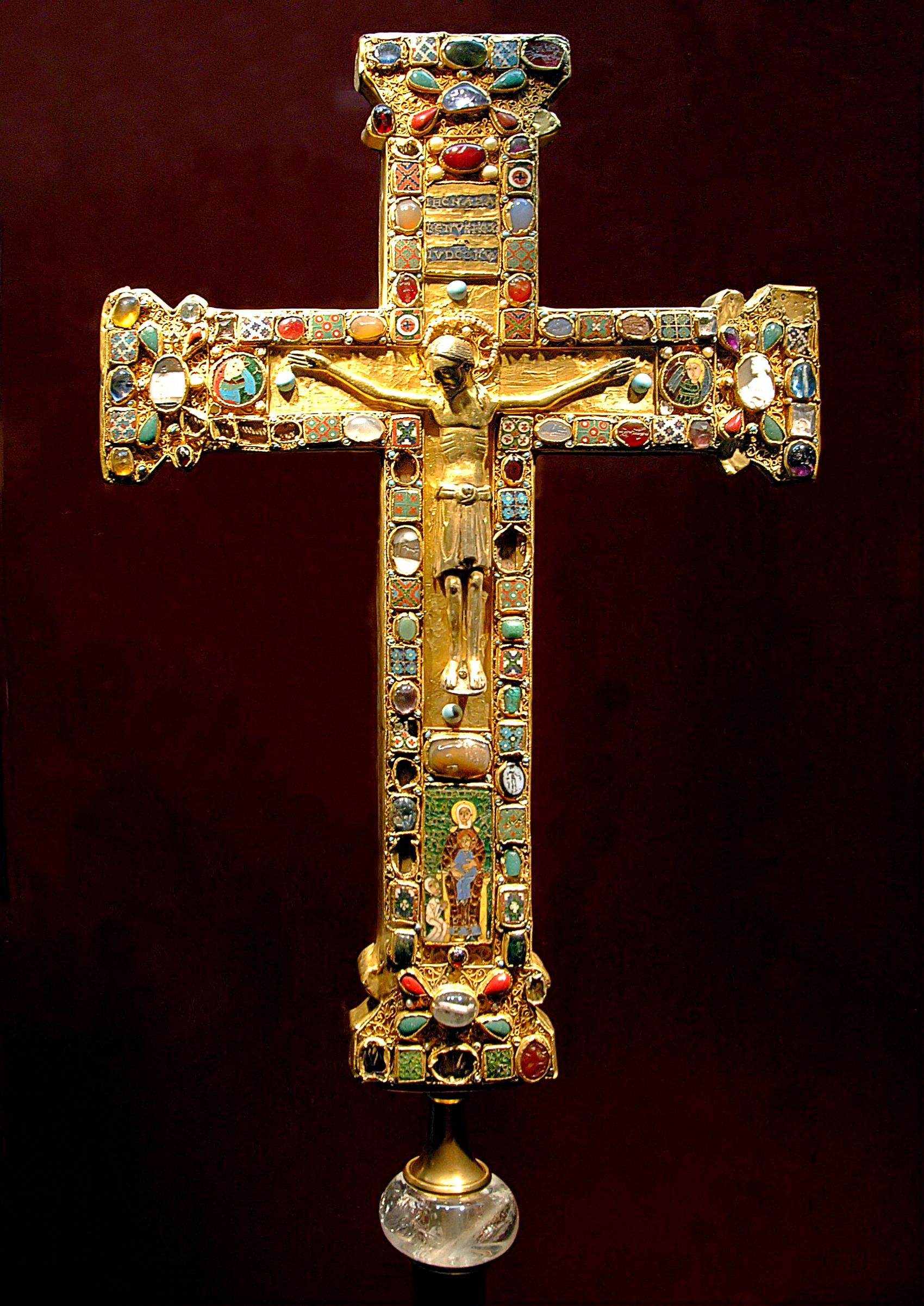
crucifix de Mathilde
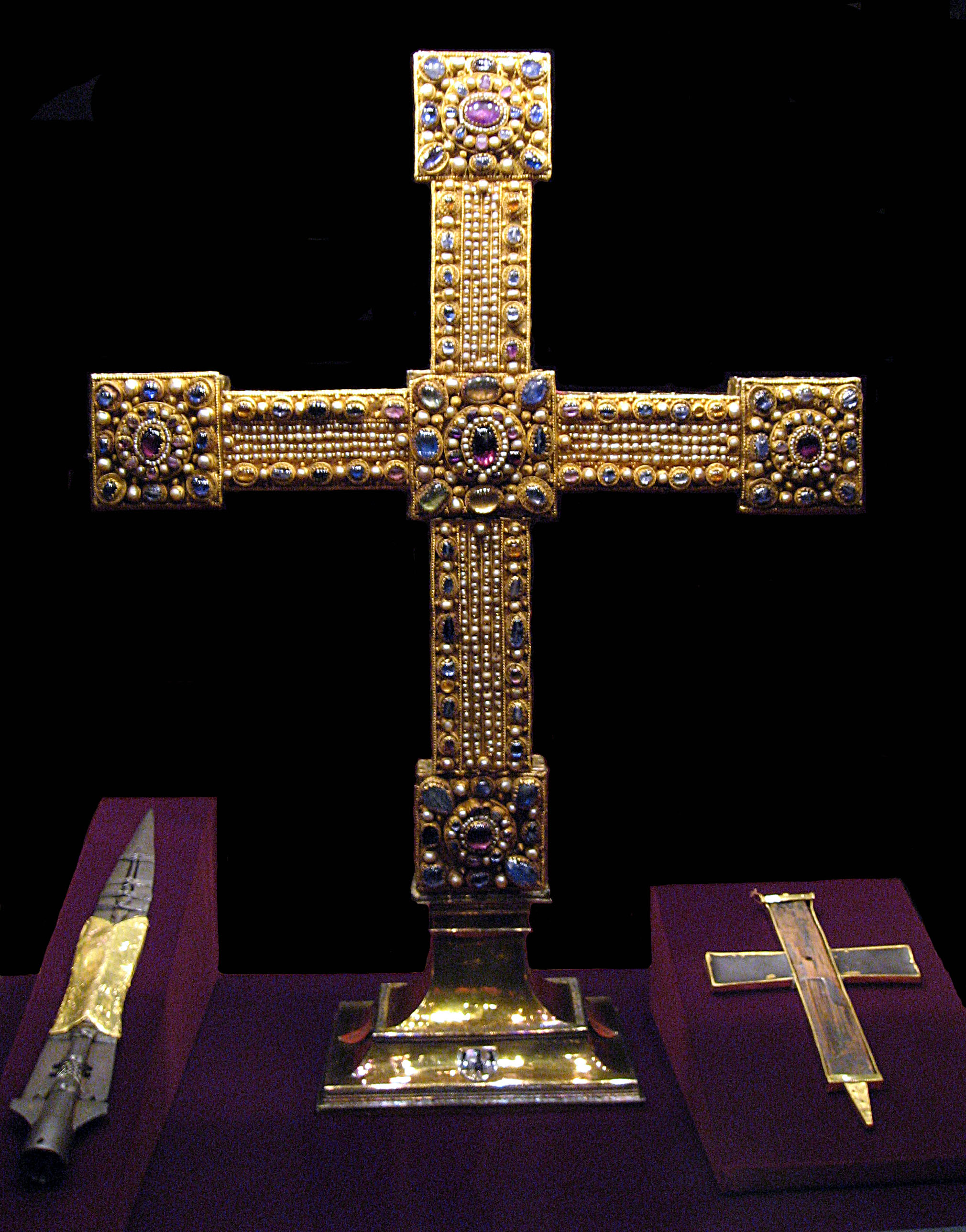
Crucifix de l'Empire
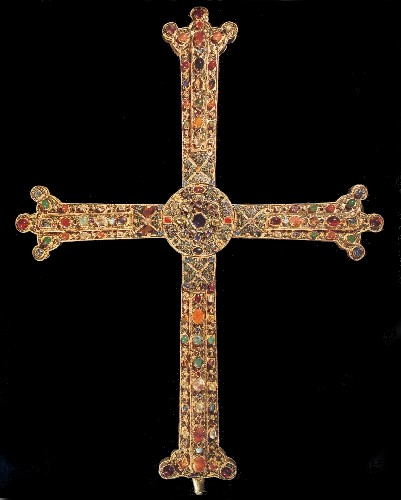
Croix de la Victoire
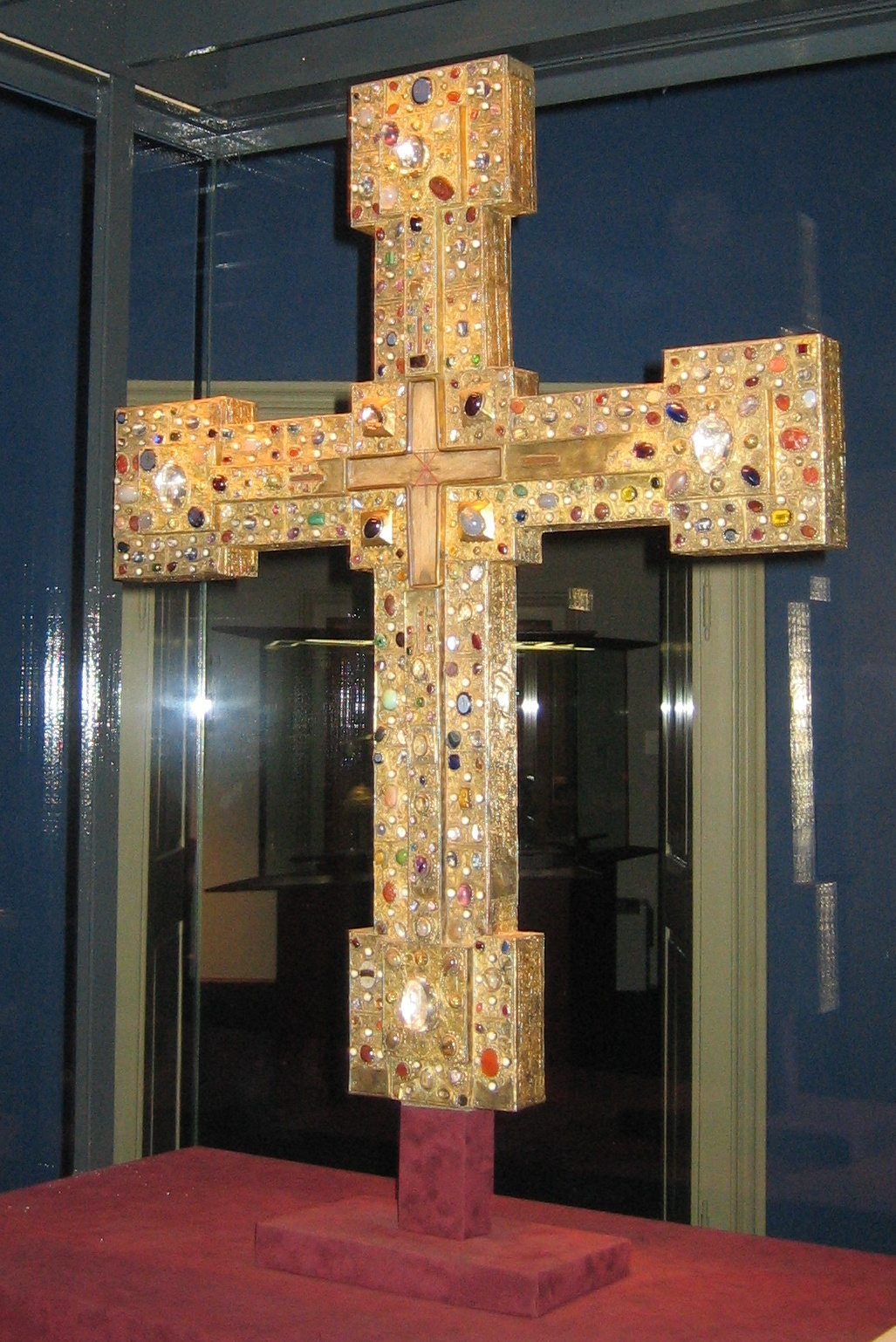
Croix d'Adélaïde
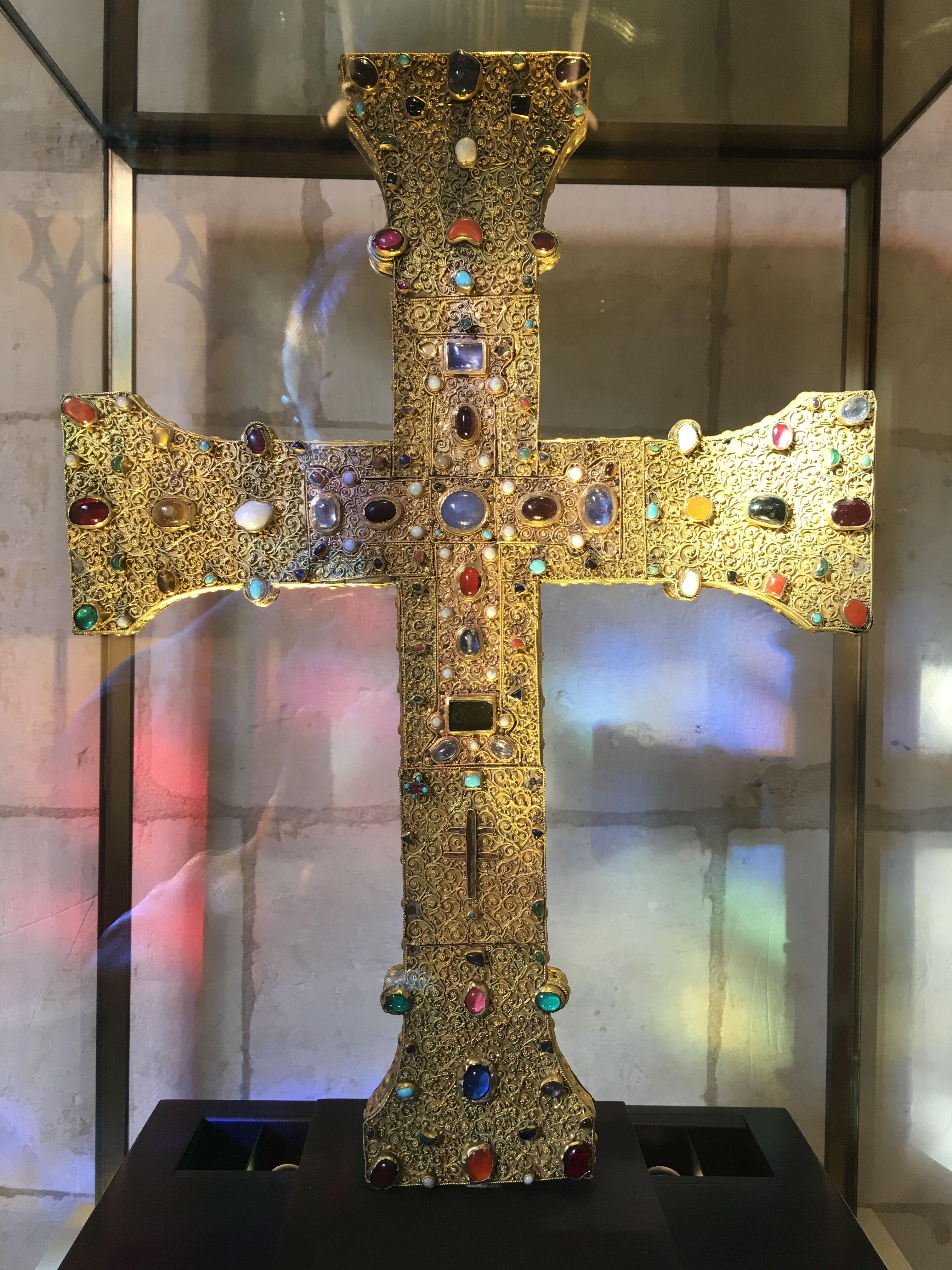
Croix du Valasse